# Naissance en 911
Naissance
- 907
- 908
- 909
- 910
- 911
- 912
- 913
- 914
- 915

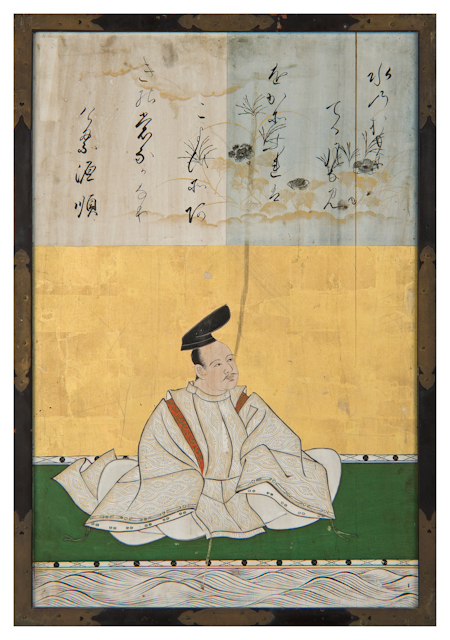
Minamoto no Shitagō né en 911.

Cette page dresse une liste de personnalités nées au cours de  l'année 911 :
- Jawhar al-Siqilli, général fatimide, d'origine sicilienne.
- Pélage de Cordoue, chrétien martyrisé au cours du califat d'Abd al-Rahman III, et canonisé peu après par l’Église catholique.
- Yelü Lihu (en), prince impérial des Khitans durant la dynastie Liao.
- Minamoto no Shitagō, poète de waka, savant et membre de la noblesse japonaise du milieu de l'époque de Heian .
- Sprota, frilla du « duc de Normandie » Guillaume Longue-Épée, en réalité jarl des Normands et comte de Rouen.
- Fan Zhi (en), ministre chinois.

## Crédit d'auteurs
- Cet article est partiellement ou en totalité issu de l'article intitulé « 911 » (voir la liste des auteurs).